# Daniela Pietrini
Daniela Pietrini (* 1971 in Neapel) ist eine italienische Romanistin und Sprachwissenschaftlerin.

## Leben und Werk
Nach dem Studium der Romanistik, Latein und Kunstgeschichte in Neapel (Universität Neapel Federico II) und Heidelberg (Abschluss Magister artium) absolvierte sie von 1999 bis 2001 ein postuniversitäres Aufbaustudium in Kulturmanagement an der Universität für Musik und darstellende Kunst Wien (Abschluss Master in Advanced Studies Kunst- und Kulturmanagement). Nach der Promotion 2007 bei Edgar Radtke und Luca Serianni ist sie seit 2018 Professorin für Italienische und Französische Sprachwissenschaft an der Martin-Luther-Universität Halle-Wittenberg.
Ihre Schwerpunkte in der Forschung sind Varietätenlinguistik, Textlinguistik, Wortbildungslehre, italienische Sprachgeschichte, Fachsprachen der Renaissance, Medientheorie und -kommunikation, sprachliche Analyse traditioneller  und neuer Medien (Film-, Presse-, Comics-, Kurznachrichten- und Internetsprache), Diskursanalyse und diskursive Semantik, Beschreibung des Gegenwartsitalienischen und -französischen und Sprachreflektion und Sprachkritik.

## Schriften (Auswahl)
- Parola di Papero. Storia e tecniche della lingua dei fumetti Disney. Firenze 2009, ISBN 978-88-7667-376-4.
- mit Kathrin Wenz (Hrsg.): Dire la crise: mots, textes, discours. Approches linguistiques à la notion de crise. Dire la crisi: parole, testi, discorsi. Approcci linguistici al concetto di crisi. Decir la crisis: palabras, textos, discursos. Enfoques lingüísticos sobre el concepto de crisis. Frankfurt am Main 2016, ISBN 3-631-67471-6.
- Sprache und Gesellschaft im Wandel. Eine diskursiv basierte Semantik der Familie im Gegenwartsfranzösischen am Beispiel der Presse. Berlin 2018, ISBN 3-631-67452-X.
- (Hrsg.): Il discorso sulle migrazioni. Approcci linguistici, comparativi e interdisciplinari. Der Migrationsdiskurs. Berlin 2020, ISBN 3-631-81289-2.
- La lingua infetta. L'Italiano della pandemia. Roma 2021, ISBN 978-88-12-00907-7.